# Qaravəlli (Ağcabədi)
Garavelli è un comune dell'Azerbaigian situato nel distretto di Ağcabədi. Conta una popolazione di 2 713 abitanti.